# Казанцево (Челябинская область)
Каза́нцево — деревня в Сосновском районе Челябинской области. Одно из старейших поселений Челябинской области, впервые упоминается в 1768 году. В состав деревни входит историческая часть жилой застройки вдоль реки Миасс, собственно деревня Казанцево, а также коттеджный посёлок НовоКазанцево, микрорайон многоквартирных домов Славино и часть СНТ «Надежда», расположенные через федеральную автодорогу М-5 «Урал Подъезд к Екатеринбургу». Входит в состав Рощинского сельского поселения.

## География
Ближайшие населённые пункты: областной центр город Челябинск и деревня Новое Поле. Через деревню протекает река Миасс.
Основана в середине XVIII века при мельнице первопоселенцев и городовых казаков Челябинской крепости Ивана и Григория Казанцевых после решения от 1744 года канцелярии Исетской провинции «О строительстве мельниц и договорах о земле». В источниках упоминается с 1768 года. Заселялась в несколько этапов государственными крестьянами, которые, кроме выплаты подушной подати, ходили по оброку на вспомогательные заводские работы. За деревней закрепили по закону 3248 десятин сельско-хозяйственных угодий. В 1841 году крестьян зачислили в казачье сословие. По данным государственной ревизии, в 1866 году  в Казанцеве действовала часовня, к концу XIX века — школа, 3 мельницы, из них две  водяные.
В 1929 году организован колхоз «Победа».
В 1943 — 1946 годах входила в Металлургический район города Челябинска, потом снова вошла в состав Сосновского района Челябинской области.
После Великой Отечественной войны на территории деревни размещалась бригада Новопольского отделения учебного хозяйства ЧИМЭСХ.
В деревне с ноября 2020 года работает муниципальное общеобразовательное учреждение «Славинская начальная общеобразовательная школа», в которой учится 363 ребёнка с 7 до 11 лет. Первый директор и основатель учебного заведения - Мищенко Андрей Николаевич. 

## Население
| 2002 | 2010 | 2021  |
| ---- | ---- | ----- |
| 691  | ↘666 | ↗4264 |

Население: 1782 — 67 человек, в 1795 — 180 человек (106 казаков, 74 крестьянина), в 1866 — 317 человек, в 1873 — 369 человек, в 1889 — 501 человек, в 1916 — 595 человек, в 1926 — 715 человек, в 1995 — 497 человек.
По данным Всероссийской переписи, в 2010 году численность населения посёлка составляла 666 человек (323 мужчины и 343 женщины).
Проживают русские, башкиры.

## Улицы
Уличная сеть деревни состоит из 23 улиц и переулков.

## Медицина
В 2024 году в деревне Казанцево открыт фельдшерского-акушерский пункт.
В 2025 году в микрорайоне Славино открыт фельдшерского-акушерский пункт.

## Религия
Православные храмы
- Строится Церковь Казанской иконы Божией Матери (у федеральной трассы) и Храм Николая Чудотворца в микрорайоне Славино.